# Чесловое
Чесловое (бел. Чаславое) — деревня в Червенском районе Минской области. Входит в состав Клинокского сельсовета.

## Географическое положение
Находится в примерно 22 километрах к юго-запалу от райцентра, в 23 километрах от железнодорожной станции Руденск на линии Минск-Осиповичи.

## История
Населённый пункт впервые упоминается в XIX веке как фольварок в составе Дукорской волости Игуменского уезда. На начало XX века 1 двор, 26 жителей. 20 августа 1924 года населённый пункт вошёл в состав вновь образованного Дукорского сельсовета Смиловичского района. В переписи населения СССР 1926 года упоминается как посёлок Чесланово, где насчитывалось 9 дворов, проживало 33 человека. 18 января 1931 года вошёл в состав Пуховичского района Минского округа, 12 февраля 1935 года передан в Руденский (с 6 июля 1935 по 11 февраля 1938 назывался Смиловичский) район (с 20 февраля 1938 года — Минская область). В начале июля 1941 года деревню оккупировали немецко-фашистские захватчики. Всего за время Великой Отечественной войны были убиты 3 жителя деревни. Освобождена в июле 1944 года. 20 января 1960 года вошла в состав Смиловичского сельсовета Червенского района. На начало 1980-х входила в состав совхоза «X съезд Советов». На 1997 год 21 дом, 36 жителей.

## Население
- начало XX века — 1 двор, 26 жителей.
- 1926 — 9 дворов, 33 жителя.
- 1997 — 21 двор, 36 жителей.
- 2013 — 11 дворов, 17 жителей.